# Strychy
Strychy [pronunciación en polaco: /ˈstrɨxɨ/] es un pueblo en el distrito administrativo de Gmina Przytoczna, dentro del Distrito de Międzyrzecz , Voivodato de Lubusz, en Polonia occidental. Se encuentra aproximadamente 10 kilómetros al este de Przytoczna, 21 kilómetros al noreste de Międzyrzecz, 41 kilómetros al sureste de Gorzów Wielkopolski, y 75 kilómetros al norte de Zielona Góra.
El pueblo tiene una población de 185 habitantes.